# Flavio Bertelli
Pour les articles homonymes, voir Bertelli.
Flavio Bertelli (San Lazzaro di Savena, 15 août 1865 - Rimini, 29 décembre 1941) est un peintre italien.
Flavio Bertelli est parmi les rares représentants du divisionnisme dans la région bolonaise, en plus d'Augusto Majani (it) et d'Alessandro Scorzoni. De plus, il appartient à ce groupe de peintres paysagistes du début des années 1900 de l '« École de peinture bolonaise », comme Luigi Bertelli (peintre) (it) (le père de Flavio), Antonino Sartini, Alessandro Scorzoni, Giovanni Secchi (it) et Gino Marzocchi (it), qui ont peint les paysages d'Émilie-Romagne, reproduisant leurs beautés et témoignant, au pinceau, des changements au fil du temps.

## Éducation et biographie

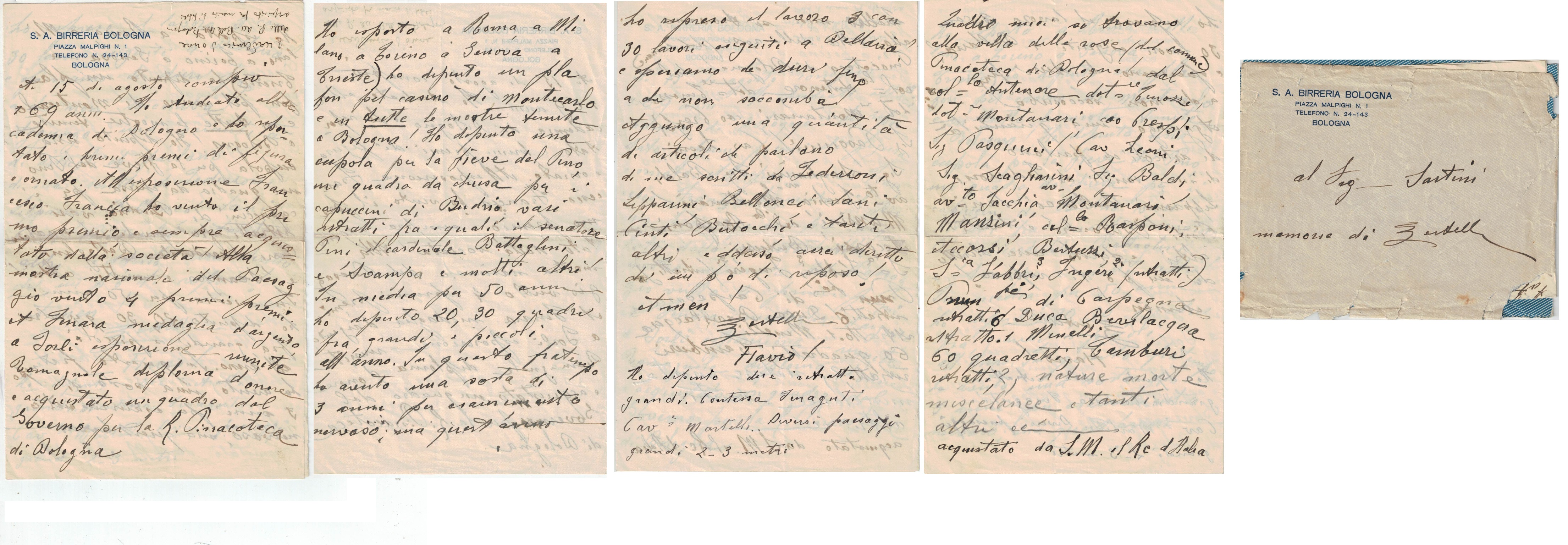
Mémoires de Flavio Bertelli, écrits de sa propre main et envoyés à son ami Antonino Sartini.

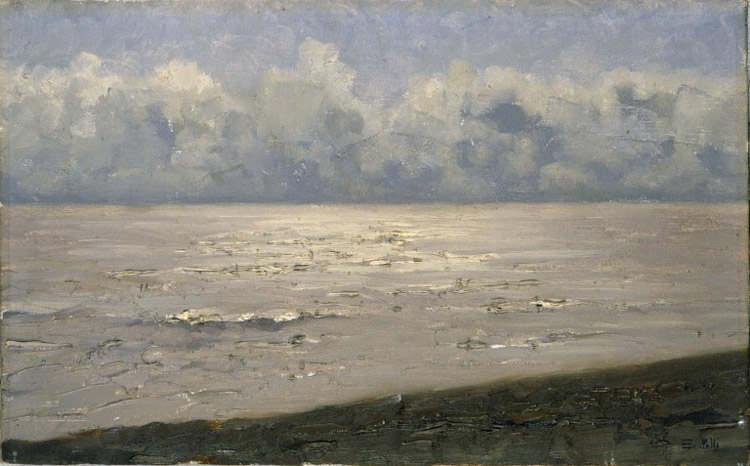
Marina (marine), 1921, Pinacoteca comunale di Faenza (Galerie d'art municipale de Faenza).

Fils du peintre Luigi Bertelli et Matilde Benetti, Flavio Bertelli est né à San Lazzaro di Savena en 1865. La famille est aisée et d'un bon niveau culturel : un oncle de Luigi Bertelli, Francesco Bertelli, est professeur d'astronomie à l'Université de Bologne ; l'un de ces fils, Timoteo Bertelli, est un père Barnabite d'une vaste connaissance. Flavio a fréquenté le Collège  San Luigi  (Saint Louis) à Bologne et plus tard le Collège  Alle Querce  (Aux Chênes) à Florence, fréquentant également l'atelier de Telemaco Signorini, gagnant l'admiration et l'affection pour le maître. Ce dernier était le peintre qui avait personnellement rencontré Manet et Degas, et il était l'esprit le plus ouvert de tout le mouvement des Macchiaioli. De retour à Bologne, il s'inscrit en 1883 à l'Académie des Beaux-Arts où il ne reste qu'un an, malgré la victoire de deux médailles.
En 1885, il abandonne ses études pour se consacrer à la peinture et à seulement vingt-trois ans il participe à l'Exposition nationale des Beaux-Arts de Bologne. En 1891, il expose le tableau Nevicata (Chute de neige) à la première manifestation triennale de Brera et probablement à cette occasion il rencontre Vittore Grubicy de Dragon avec qui il partage les principes du divisionnisme. Cette même année, à la suite de la faillite du four familial, Flavio est dans une situation économique très difficile. Obligé de quitter la maison familiale, il déménage dans un grenier du Palazzo Bentivoglio (Palais Bentivoglio) à Bologne, où il rencontre plus tard Alfredo Baruffi et devient une partie du cénacle du Giambardi della Sega, avec qui il partagera la brève expérience de l'Academia della Lira. Il expose à la seconde manifestation triennale de Brera, remportant un grand succès auprès de la critique et en 1895, il participe à l'exposition de la Société de Francesco Francia, à laquelle il continuera à participer jusqu'en 1922.

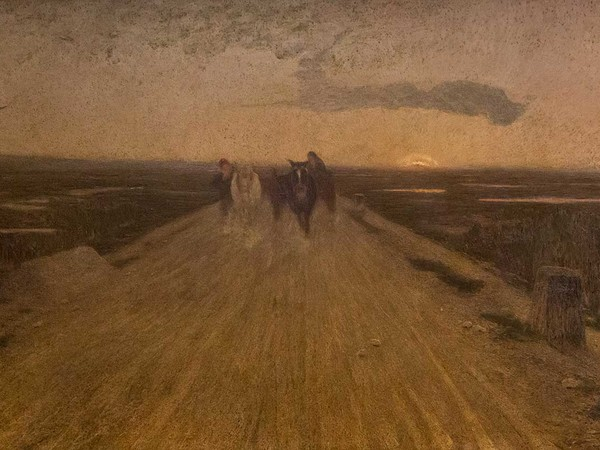
Sera (Soir) 1898. Collection privée.

En 1898, à l'Exposition nationale de Turin, il présente le grand tableau pointilliste Sera (Soir). En 1900, il quitte le Palazzo Bentivoglio pour déménager son atelier via del Poggiale. Cette même année, il collabore à l'illustration du magazine Italia ride (Italie rit) et refuse l'importante proposition de l'éditeur Giulio Ricordi d'illustrer des partitions musicales. En 1903, il participe à la 62e Exposition de la Société de promotion des Beaux-Arts de Turin et en 1905, il s'occupe de la décoration du baptistère de l'église S. Ansano à Pieve del Pino (près de Bologne). En 1909, il est nommé universitaire par l'Académie des Beaux-Arts de Bologne. En 1915, il termine le tableau Oltre il Pincio, considéré par la critique comme son chef-d'œuvre, ce qui lui coûte des années d'efforts.

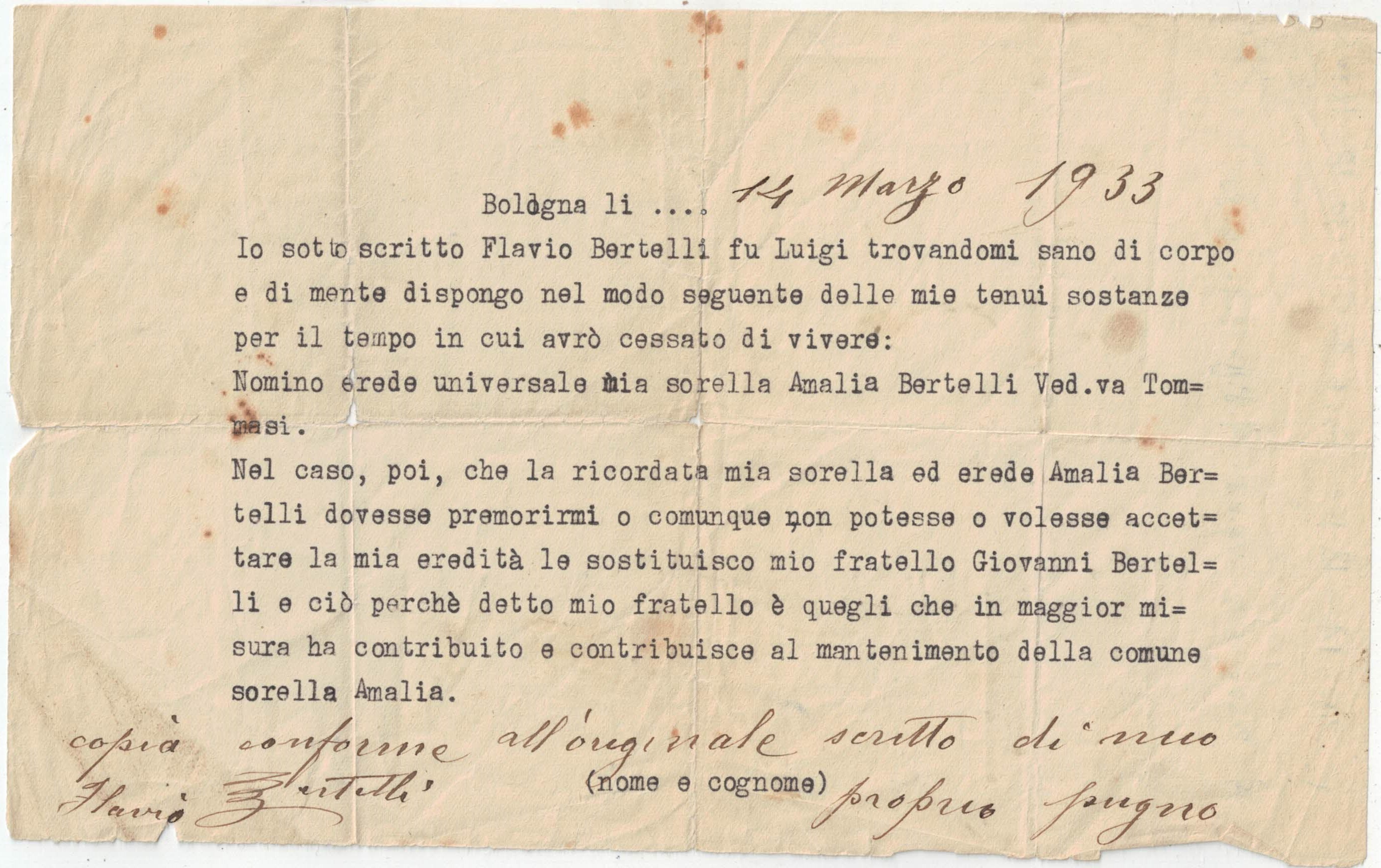
Copie authentifiée du testament de Flavio Bertelli en 1933.

L'expérience divisionniste se concrétise et se termine avec la crise spirituelle de 1918. En fait, la forte crise dépressive le convaincra d'abandonner la technique divisionniste  qui demande une concentration maximale et de longs délais. Bertelli récupère la peinture post-Macchiaioli apprise dans les années florentines. En 1921, il participe à la 1re Biennale romaine et à la Fiorentina primaverile. Pendant les années 1920, Flavio fit plusieurs voyages entre la Romagne et les Marches : il séjourna à Carpegna, à Montefeltro, à Monghidoro, Pennabilli, Modigliana, Gabicce et Cattolica. Au cours de ces années, il peint de nombreuses œuvres qu'il donne à ses amis en échange de l'hospitalité. Nous savons d'eux que Flavio était un hôte aimable et bienvenu : ils se souviennent de lui comme d'un pianiste agréable, d'une personne aimable, cultivée et réservée.

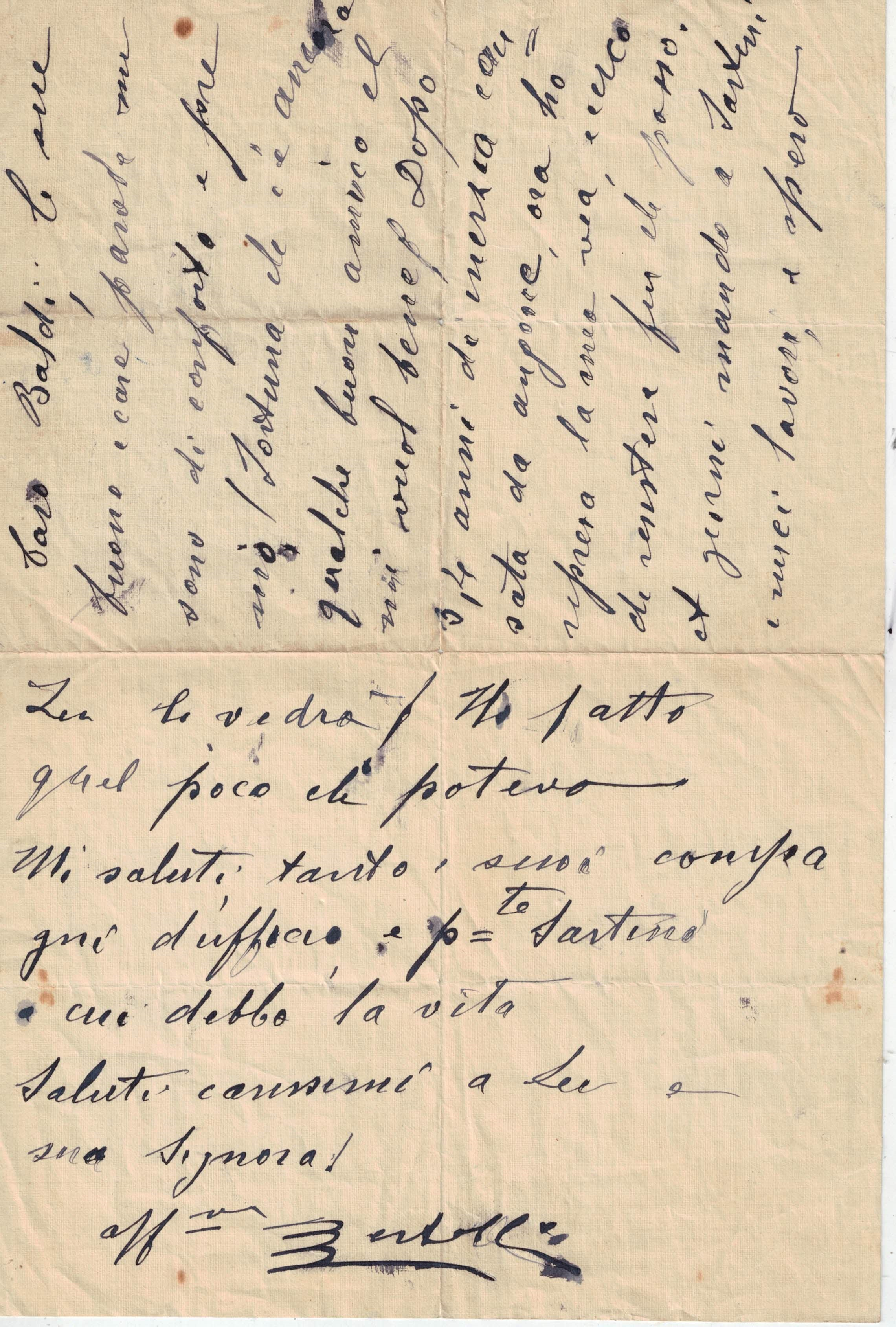
Lettre de Flavio Bertelli à Baldi Alfredo (également ami d'Antonino Sartini), où il exprime sa reconnaissance pour Sartini.

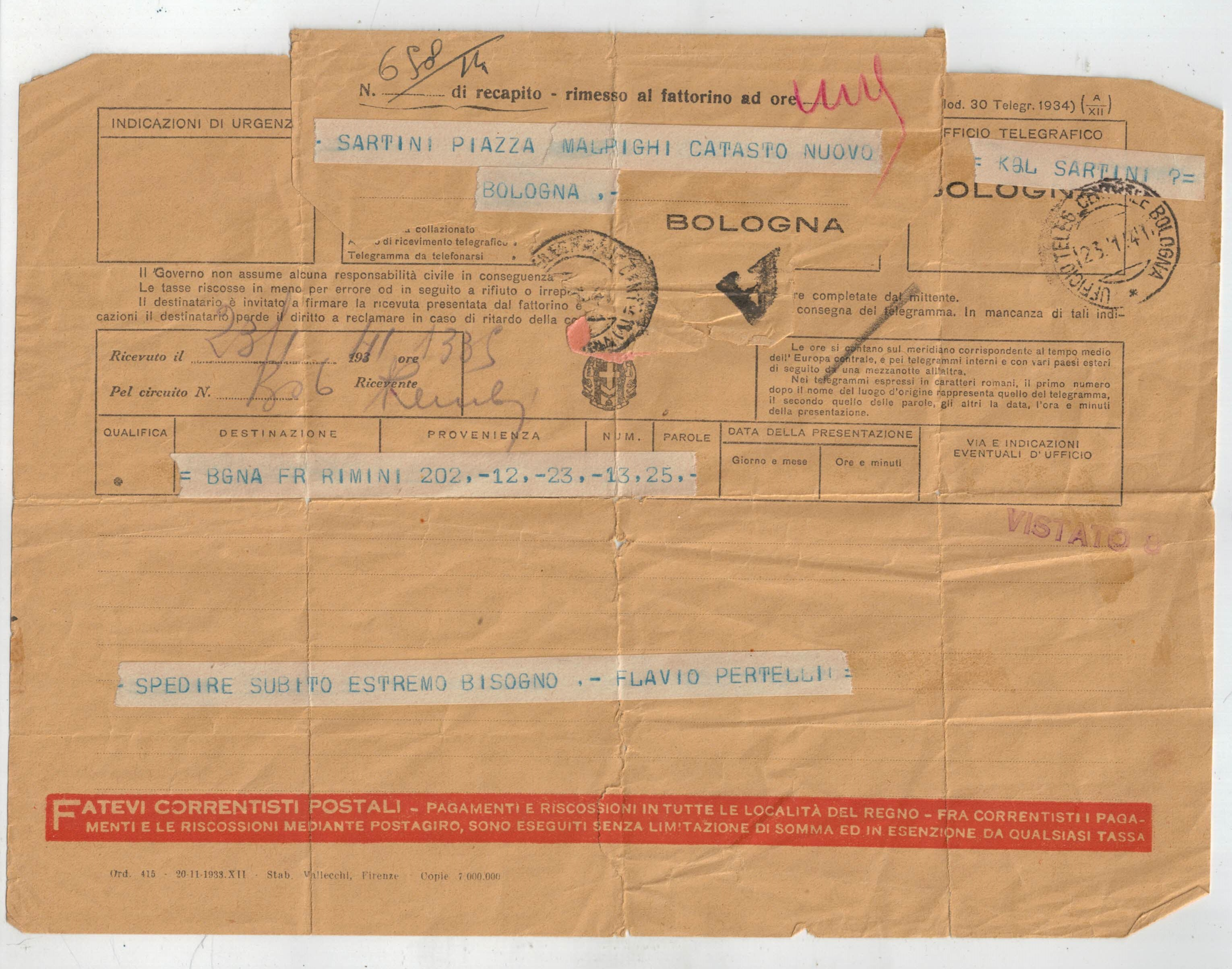
Télégramme envoyé par Flavio Bertelli à son ami Antonino Sartini le 23/01/1941, quelques mois avant sa mort.

En 1929, il est frappé par une nouvelle crise dépressive très grave. Hospitalisé dans une clinique privée, il est contraint de partir prématurément car il est incapable d'en payer les frais. Il quitte ensuite son atelier de via del Poggiale et est d'abord invité à Crespellano par son ami et peintre Antonino Sartini, qui s'improvise en tant que marchand pour lui vendre les tableaux accumulés depuis de nombreuses années et le convainc en même temps de se remettre à la peinture. En 1933, il s'installe à Cagnona de Bellaria dans une humble maison avec sa sœur Amalia. Durant ces années, il est soutenu par des amis qui lui fournissent les outils et s'occupent de la vente des tableaux. Parmi ceux-ci, nous trouvons son ami et peintre Antonino Sartini qui continue de l'aider et de le soutenir. Cependant, il y en a d'autres qui, de Bologne, apportent des pinceaux, des couleurs et d'autres matériaux en cadeaux au peintre, afin d'acheter les tableaux de Bertelli à un prix extrêmement bas, laissant très peu de marge à l'artiste. Le 29 décembre 1941, à l'âge de soixante-seize ans, Flavio Bertelli meurt d'une tumeur gastrique à l'hôpital de Rimini. Il est enterré dans le cimetière monumental de la Chartreuse de Bologne. Cependant, il est rapporté dans le catalogue de l'exposition rétrospective Bertelli Flavio de 1952, 1981 et 1991 que :  « Le Circolo artistico di Bologna (Cercle Artistique de Bologne), dans la décennie de la mort de l'artiste, alloue une somme pour transporter la dépouille de Flavio Bertelli à Bologne. Mais arrive en retard : les ossements de Flavio sont maintenant confondus avec ceux des autres pauvres dans une fosse commune du cimetière de Rimini ». En fait, le même Circolo artistico di Bologna (Cercle Artistique de Bologne) écrivait en 1952 que: « Il s'agissait de récupérer les restes du corps, enterrés dans un champ commun du cimetière de Rimini, avant qu'ils ne soient confondus avec d'autres dans l'ossuaire, et de leur donner une distinction perpétuelle dans notre Chartreuse... L'intervention du Circolo n'est pas venue à temps pour sauver les os de la dispersion... ».

## Style
Parmi les œuvres pointillistes les plus significatives : Paesaggio (Paysage) (1891), Sera (Soir) (1898) et Oltre il Pincio (1915). La crise dépressive de 1918 a été suivie par l'abandon progressif de la technique pointilliste au profit de la récupération « macchiaioliste » apprise dans les années florentines par Telemaco Signorini. Dans les années 1920, le tableau s'évapore en devenant moins matériel et laissant transparaître le support sans jamais perdre le lyrisme typique de toute sa production.

## Œuvres (datées)

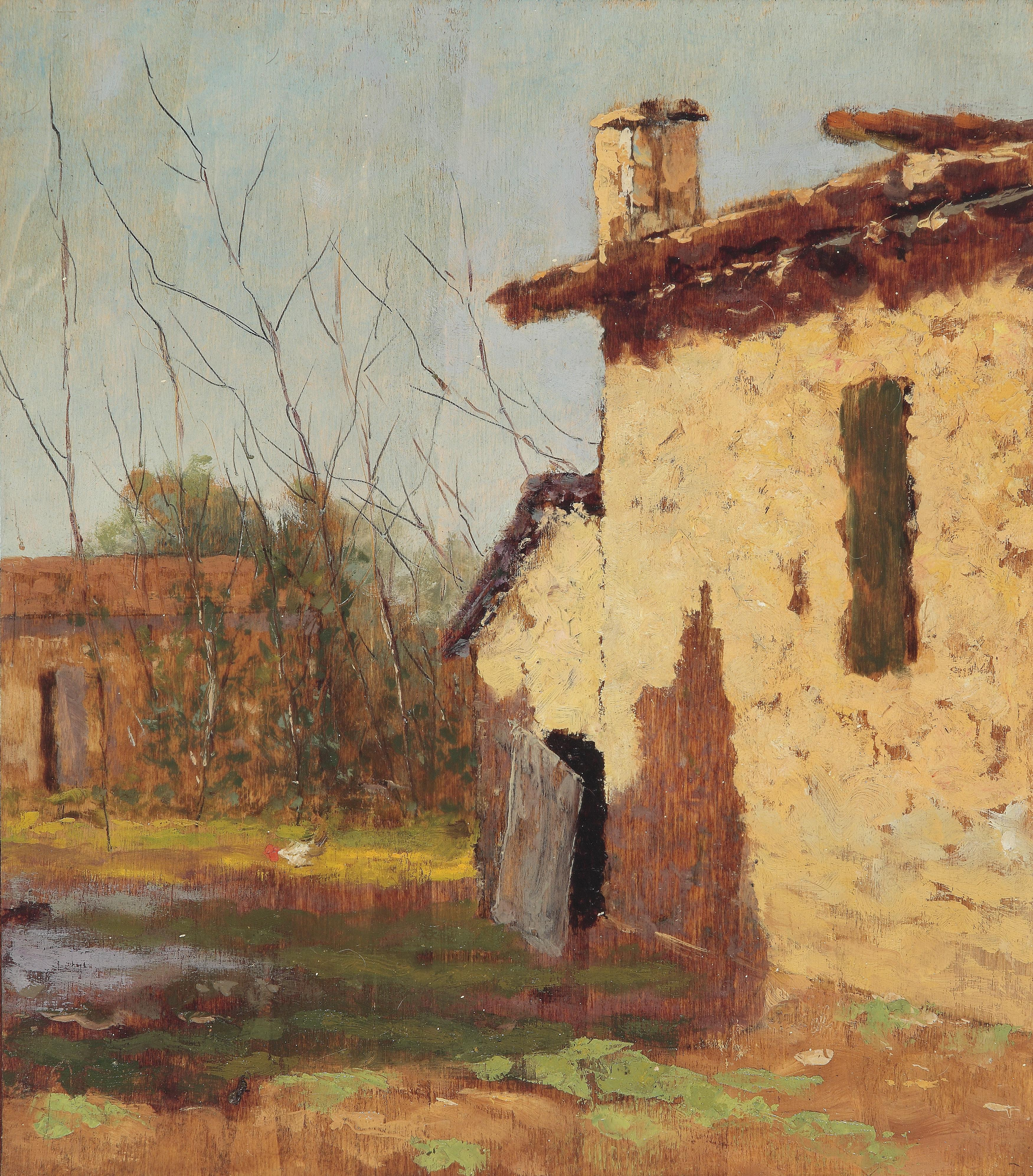
Casa al sole (Maison au soleil) 1938

- Ritratto ovale di giovane donna (Portrait ovale d'une jeune femme), vers 1885, huile sur toile collée sur carton, 19 × 16 cm, collection privée.
- Appennino (Apennins) (style pointilliste), 1891, huile sur panneau, 17,5 × 32,5 cm, collection privée.
- Appennino (Apennins) (style Macchiaioli), 1891, huile sur panneau, collection privée.
- Paesaggio (Paysage) (style pointilliste), 1891, huile sur panneau, 17,5 × 32,5 cm, collection privée.
- Paesaggio (Paysage) (style Macchiaioli), 1891, huile sur panneau, 29 × 44 cm, collection privée.
- Il tramonto e l'alba (Le coucher du soleil et l'aube), 1895, huile sur toile, 130 × 205 cm, MAMbo - Musée d'art moderne de Bologne.
- Ultimo bacio di sole morente (Dernier baiser du soleil mourant), 1897, huile sur toile, 65 × 44,5 cm, collection privée.
- Sera (soir) 1898, huile sur toile, 150 × 300 cm, collection privée.
- Premilcore, 1907, huile sur toile, 40 × 57 cm, collection privée.
- Ritratto di signora con sfondo di rose (Portrait de dame au fond de roses), 1907, huile sur carton ovale, 22 × 16 cm, collection privée.
- Bimba al sole (Fille au soleil), 1910, huile sur panneau, 34 × 25,4 cm, collection privée.
- Al pascolo (Au pâturage), vers 1912, huile sur toile, 46 × 82,5 cm, collection privée.
- Sottobosco (Sous-bois), vers 1912, huile sur toile, 75 × 118 cm, collection privée.
- Il tacchino (La Dinde), 1915, huile sur toile, 24,5 × 52,5 cm, collection privée.
- Oltre il Pincio, 1915, huile sur toile, 63 × 77 cm, collection privée.
- Solitudine (Solitude), 1915, huile sur toile, 55,5 × 153,5 cm, collection privée.
- Gabicce, 1918, huile sur toile, 67 × 44 cm, collection privée.
- Gabicce, vers 1918, huile sur panneau, 41,5 × 61 cm, collection privée.
- La demolizione delle torri (La Démolition des tours), 1918, huile sur panneau, 35 × 26 cm, collection privée.
- Il pane delle anime (Le Pain des âmes), vers 1918, huile sur carton, 20,7 × 34 cm, Collections d'art et d'histoire de la Fondation Cassa di Risparmio à Bologne.
- Rupe di Gabicce (Rocher de Gabicce), vers 1918, huile sur panneau, 33,5 × 22 cm, collection privée.
- A Premilcore, vers 1920, huile sur carton, 32,5 × 48,5 cm, collection privée.
- Ciliegio in fiore (Cerisier en fleurs), vers 1920, huile sur carton, 30,5 × 41,5 cm, collection privée.
- Fioritura (Floraison) vers 1920, huile sur carton, 19 × 27,5 cm, collection testée.
- Il ponte della signora a Modigliana (Le pont de la dame à Modigliana), vers 1922, huile sur carton, 29 × 42,5 cm, collection privée.
- Primavera (Printemps) vers 1922, huile sur panneau, 20 × 35 cm, collection privée.
- Primo sole (Premier Soleil) vers 1922, huile sur panneau, 27 × 42 cm, collection privée.
- Lungo il canale (Le Long du canal), vers 1922, huile sur toile, 48 × 71,5 cm, collection privée.
- Autoritratto (Autoportrait), 1923, huile sur toile, 42 × 28,5 cm, Collections d'art et d'histoire de la Fondation Cassa di Risparmio à Bologne.
- Tramonto invernale in Carpegna (Coucher de soleil d'hiver à Carpegna), 1923, huile sur carton, 43,5 × 55 cm, collection privée.
- La trecciaiola, vers 1923, huile sur carton, 33,5 × 24 cm, collection privée.
- Signorina nel castagneto (Jeune Femme dans le bois de châtaignier) 1923, huile sur toile, 56 × 72 cm, collection privée.
- Carpegna, 1924, huile sur contreplaqué, 29,5 × 44,5 cm, collection privée.
- Il bottaccio, 1924, huile sur toile, 60 × 95 cm, MAMbo - Musée d'art moderne de Bologne.
- Paesaggio della Carpegna (Paysage du Carpegna), 1925, huile sur panneau, 39,5 × 29,5 cm, collection privée.
- I gelsi (Les mûriers) 1925, huile sur panneau, 24,5 × 38 cm, collection privée.
- Sul Marecchia (Pennabilli), 1925, huile sur toile, 100 × 50 cm, collection privée.
- Miscellanea, 1926, huile sur panneau, 21,5 × 32,5 cm, collection privée.
- Carpegna, 1926, huile sur toile, 54,5 × 85 cm, collection privée.
- Il canale (Le Canal), 1926, huile sur toile, 55 × 85 cm, collection privée.
- Orfana di guerra, (Orphelin de guerre), 1926, huile sur toile, 29 × 44 cm, collection privée.
- Alba d'autunno (Aube d'automne), vers 1928, huile sur carton, 19 × 27,5 cm, collection privée.
- La tagliata, vers 1928, huile sur toile, 32,2 × 50,7 cm, collection privée.
- Paesaggio (Paysage), 1930, huile sur toile, 28 × 28 cm, MAMbo - Musée d'art moderne de Bologne.
- Papaveri (Coquelicots), 1930, huile sur carton, 26,5 × 41 cm, collection privée.
- Dopo la pioggia, (Après la pluie), 1930, huile sur panneau, 49 × 79 cm, collection privée.
- Bellaria, 1933, huile sur contreplaqué, 30 × 39,5 cm, collection privée.
- Ritratto di bambina (Portrait de jeune fille), vers 1934, huile sur contreplaqué, 39 × 31 cm, collection privée.
- Dicembre (Décembre) 1935, huile sur panneau, 29,9 × 44,8 cm, collection privée.
- L'umile capanno del pescatore (L'Humble Cabane du pêcheur), 1935, huile sur contreplaqué, 50 × 60 cm, collection privée.
- Nel silenzio della sera (Dans le silence du soir), 1935, huile sur contreplaqué, 49 × 60 cm, collection privée.
- Alba (Aube) 1936, huile sur panneau, 46 × 36 cm, collection privée.
- La celletta (Petite Cellule) 1936, huile sur contreplaqué, 50,5 × 39,5 cm, collection privée.
- Autoritratto (Autoportrait), 1937, huile sur contreplaqué, 49,5 × 35 cm, collection privée.
- Andata al fonte, 1938, huile sur contreplaqué, 39,5 × 32 cm, collection privée.
- La calma della sera (Le Calme du soir), 1938, huile sur panneau, 39 × 17,5 cm, collection privée.
- Fiori di pesco (Fleurs de pêcher), 1939, huile sur contreplaqué, 40 × 60 cm, collection privée.
- Lungo la ferrovia (Le Long du chemin de fer), 1939, huile sur panneau, 48 × 32 cm, collection privée.

## Photos de Flavio Bertelli

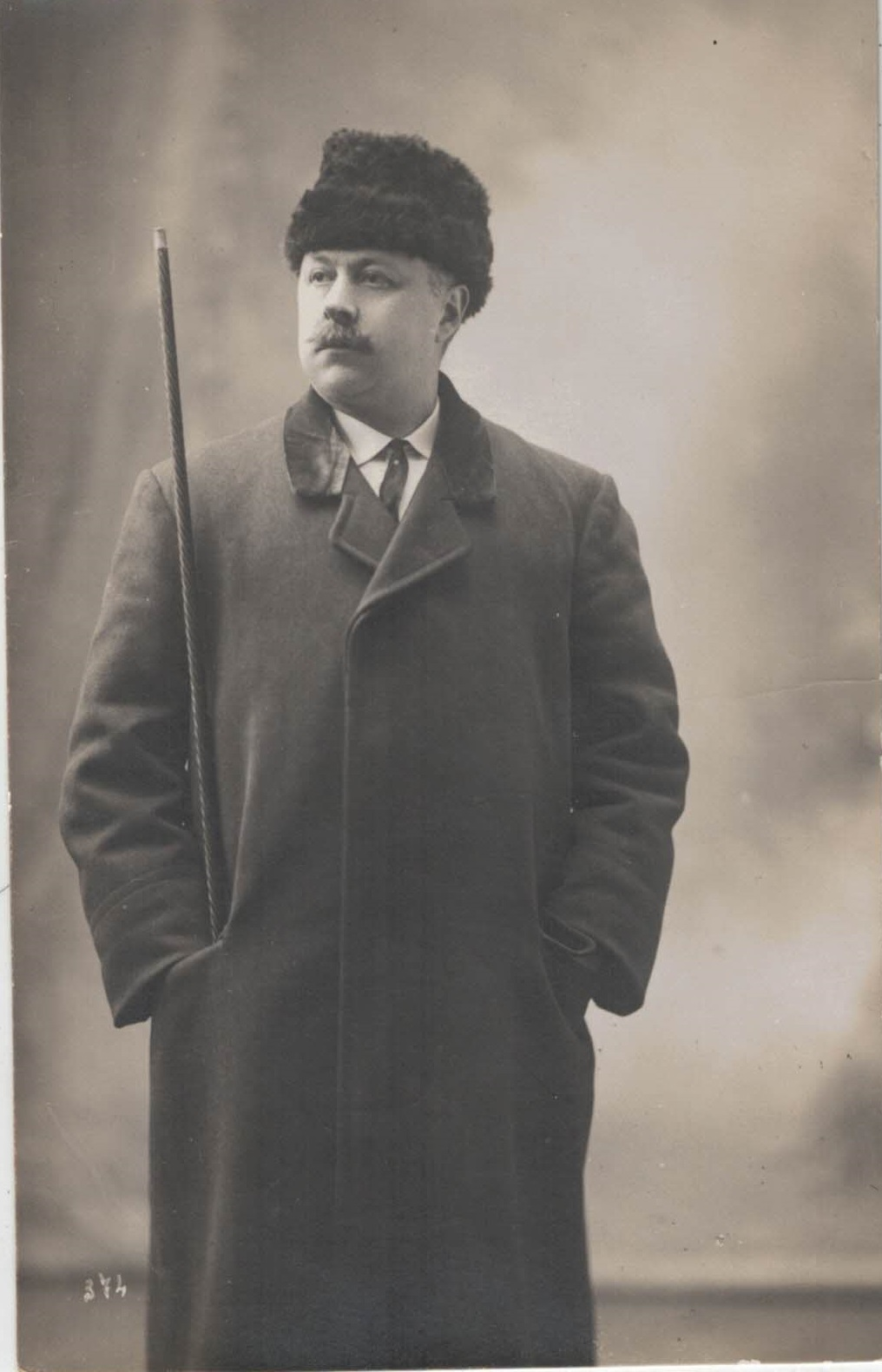
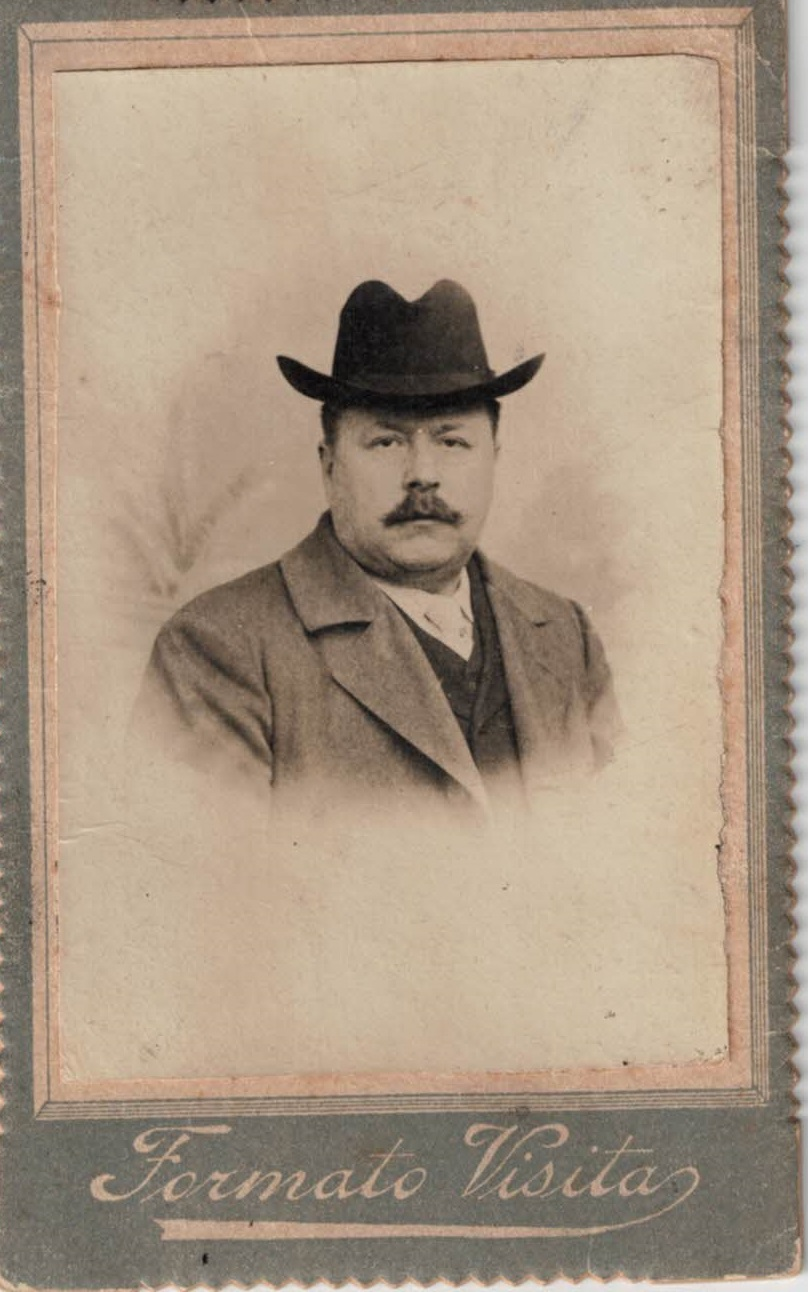

## Œuvres (non datées)
- Notturno  (Nocturne), huile sur panneau, 26 × 47 cm, collection privée.

- La lavandaia (La Lavandière), huile sur toile, 30 × 49 cm, collection privée.
- Paesaggio montano (Paysage de montagne), huile sur panneau, 23 × 32 cm, collection privée.
- Casolare rustico (Cottage rustique), huile sur bois, 30 × 45 cm, collection privée.

## Galerie

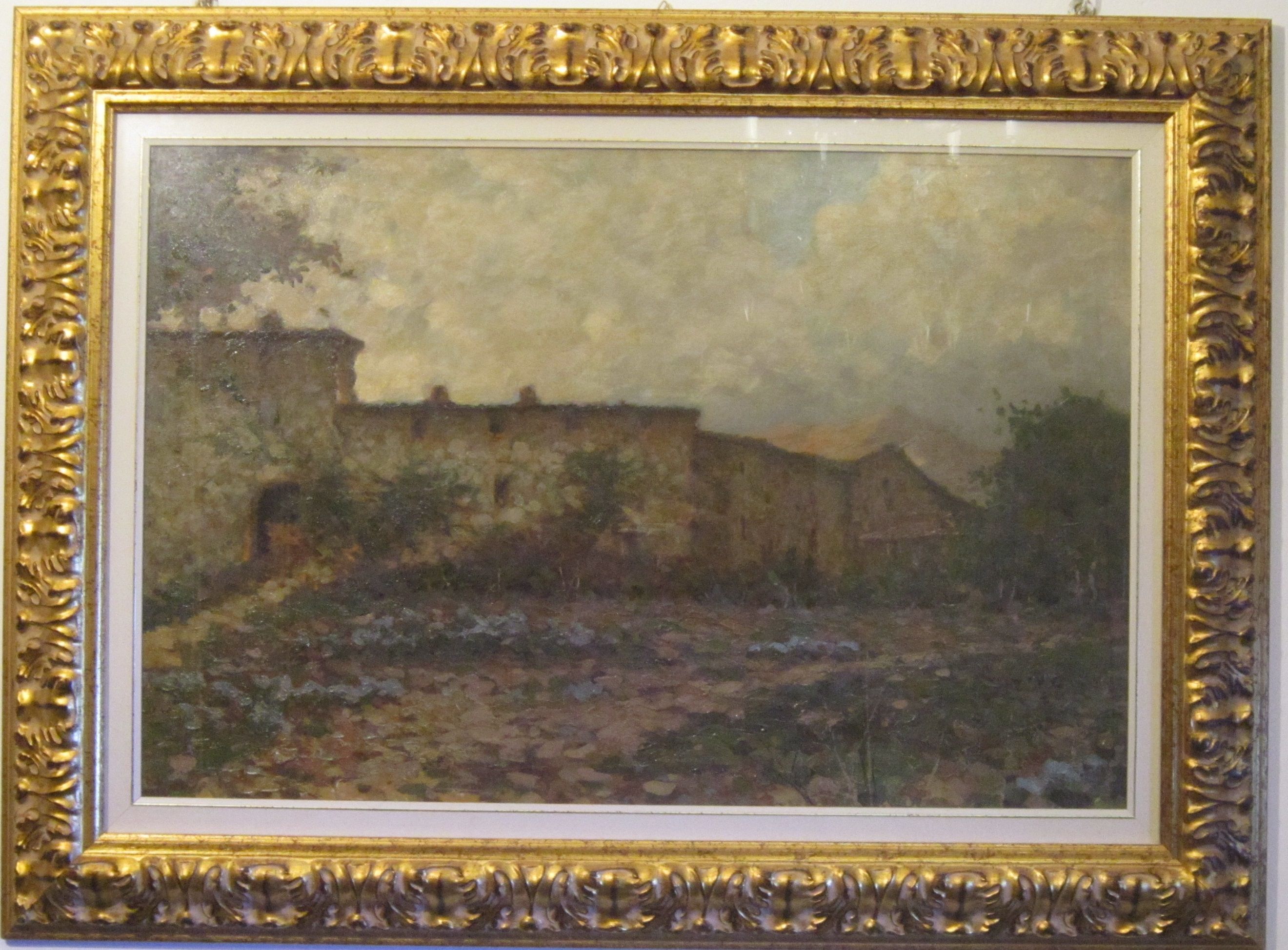
Dopo la pioggia (Après la pluie), 1930, huile sur panneau, collection privée.
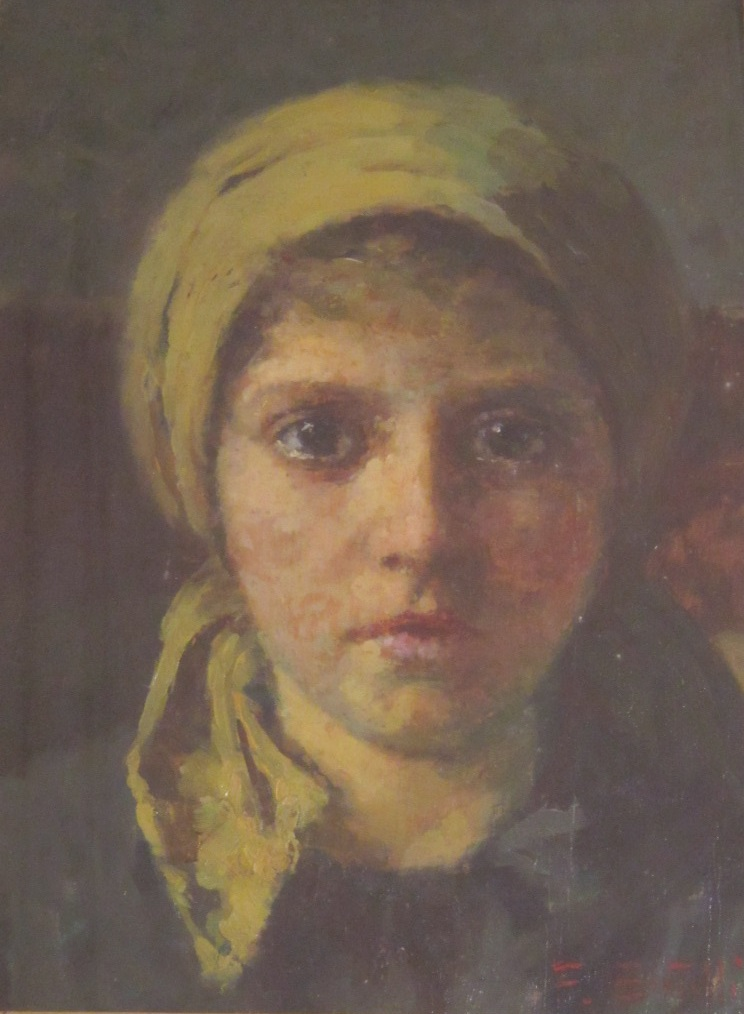
Orfana di guerra (Orphelin de guerre), 1926, huile sur panneau, collection privée.
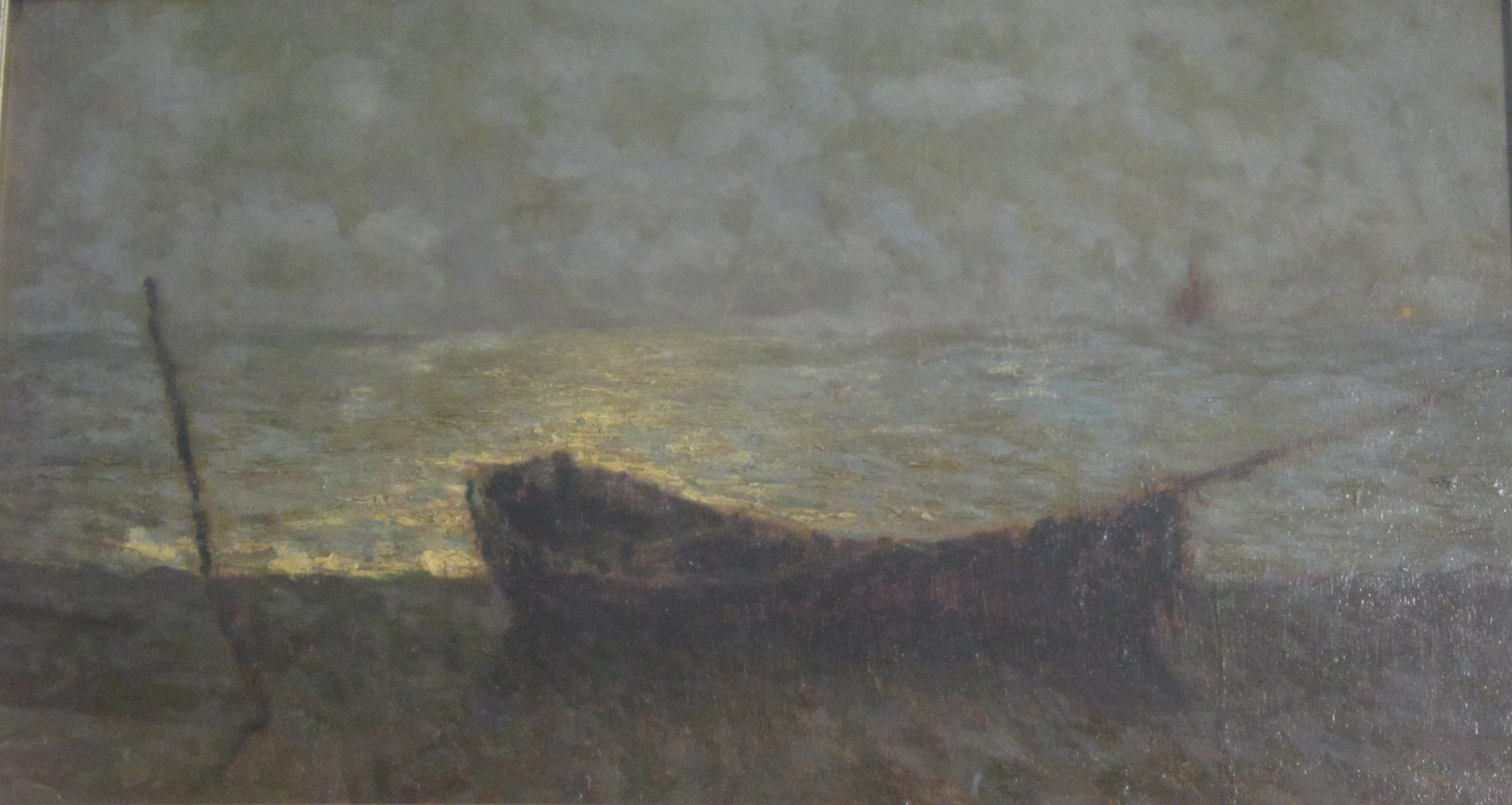
Notturno (Nocturne), huile sur panneau, collection privée.
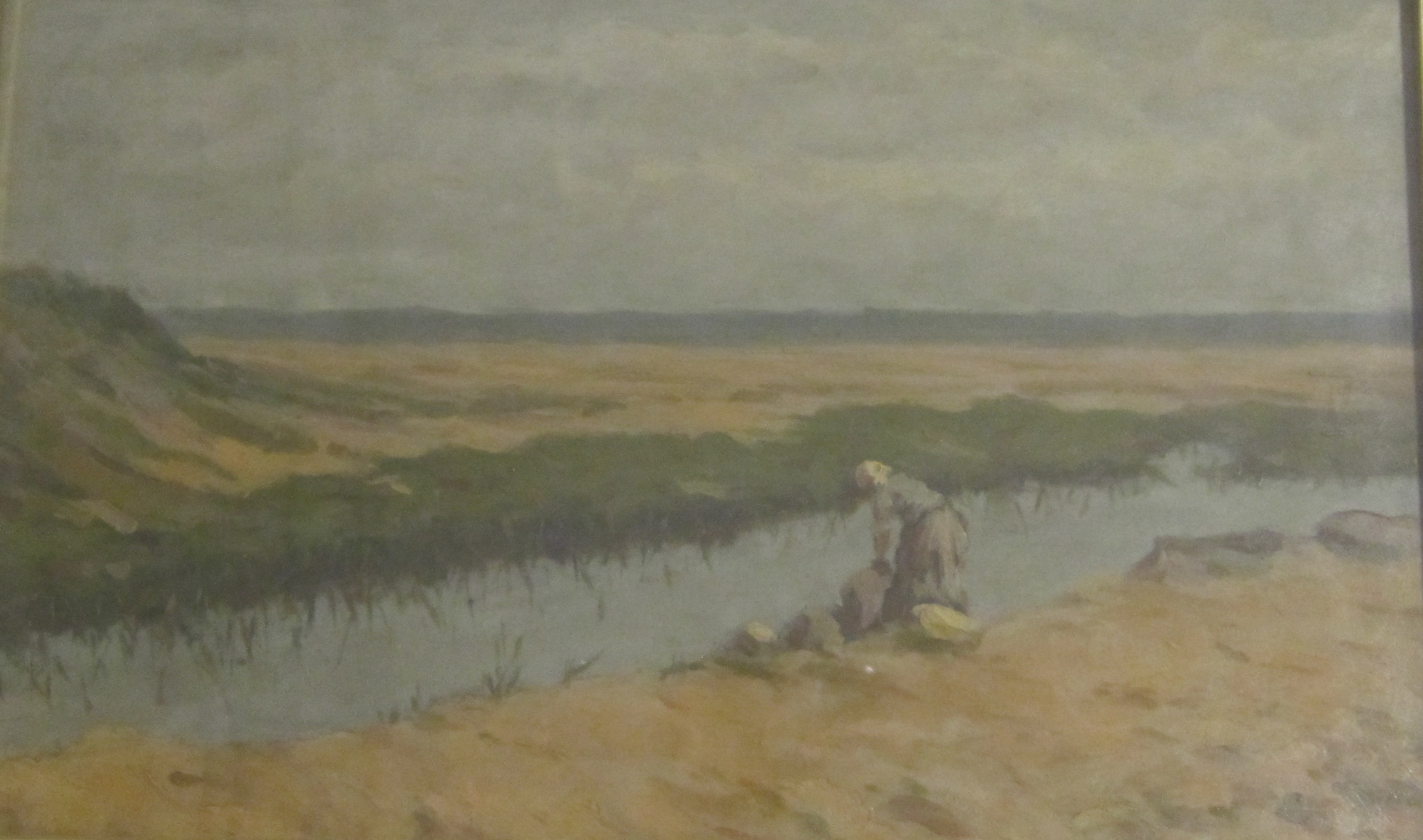
La lavandaia (La Lavandière), huile sur toile, collection privée.
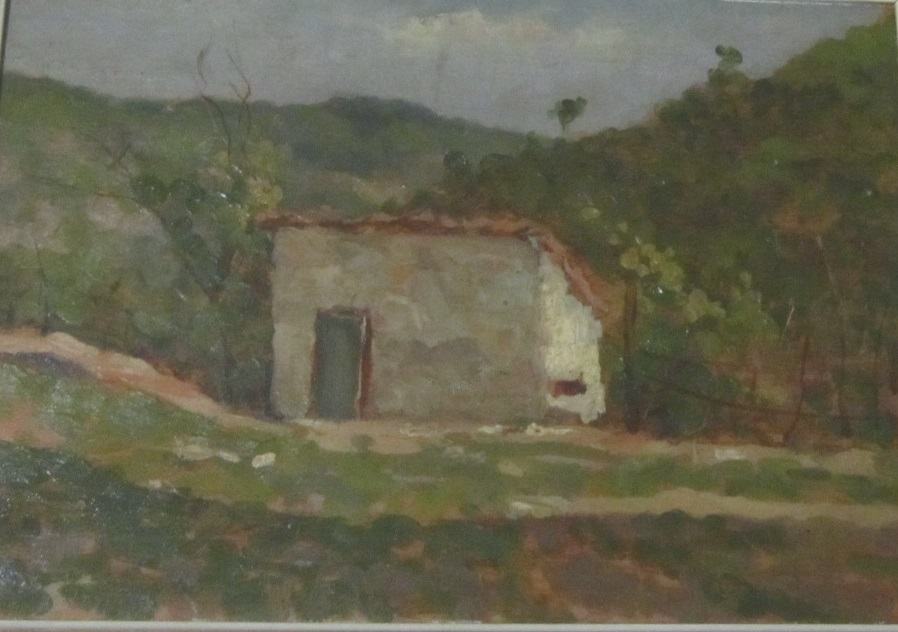
Paesaggio montano (Paysage de montagne), huile sur panneau, collection privée.

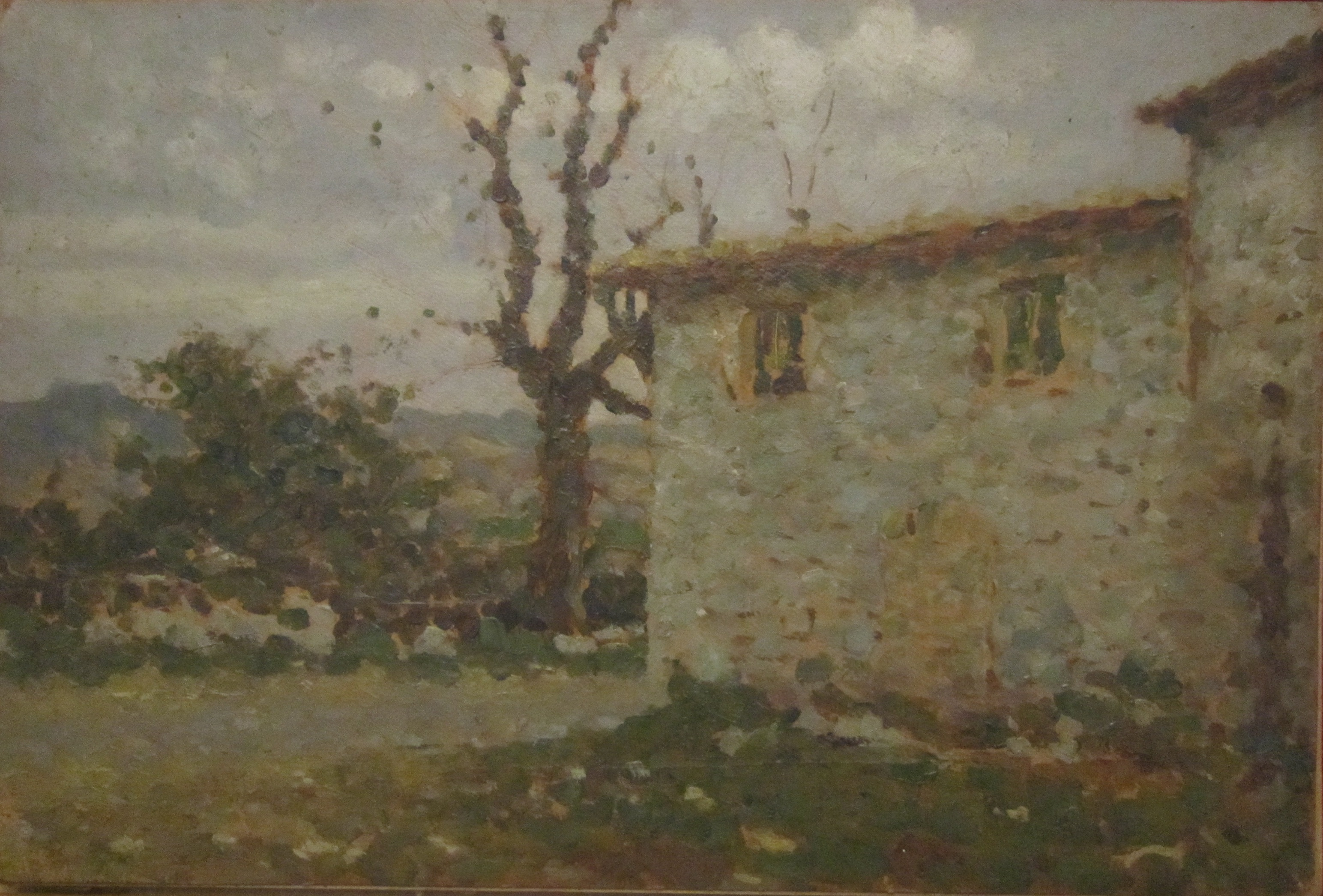
Casolare rustico, (Ferme rustique), huile sur bois,  collection privée.
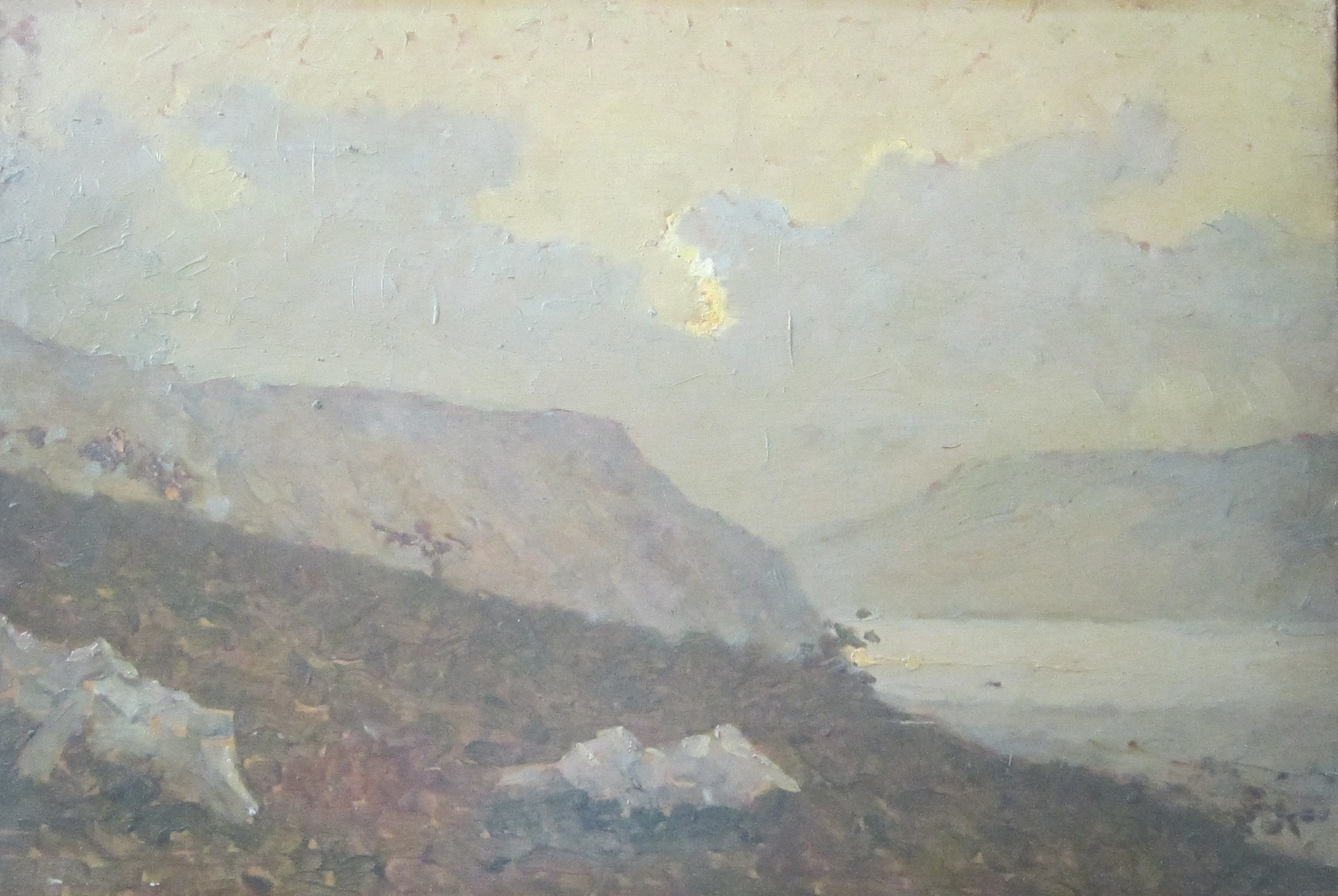
Paesaggio (Paysage) (style Macchiaioli) (il existe une autre œuvre avec le même sujet mais dans le style pointilliste), 1891, huile sur panneau, collection privée.

## Expositions les plus importantes
- 1952 - Exposition promue par le Circolo Artistico di Bologna (Cercle Artistique de Bologne) à l'occasion du dixième anniversaire de la mort de l'artiste. Le catalogue répertorie 92 œuvres, indiquant également la propriété des œuvres. Le comité d'organisation de l'exposition est composé de 5 peintres, dont Gino Marzocchi et son ami Antonino Sartini.
- 1981 - Exposition rétrospective à la galerie «Il 2 di Quadri» organisée par Franco Solmi et Paolo Stivani.
- 1986 - L'Association Francesco Francia lui consacre une rétrospective, en collaboration avec le Département de la Culture de la Municipalité de Bologne, organisée par Elena Gottarelli.
- 1991 - À l'occasion du cinquantième anniversaire de sa mort, Bottegantica fait la promotion d'une exposition personnelle organisée par Elena Gottarelli. De cette exposition est imprimé un superbe catalogue en couleur où les œuvres de l'exposition sont présentées et commentées. La même année, la Galleria d'Arte 56 promeut une exposition organisée par Paolo Stivani.
- 2015-2016 - L'Associazione culturale di Bologna per le Arti (Association culturelle de Bologne pour les Arts), en collaboration avec la municipalité de Bologne, organise une exposition anthologique au Palazzo d'Accursio (Palais D'Accursio) organisée par Stella Ingino. Le catalogue issu de l'exposition est entièrement en couleurs (à l'exception de 15 photos en noir et blanc) avec 105 photographies des œuvres de Bertelli, complétées d'une description et d'une bibliographie complète et mise à jour.